# Tuor
Tuor (ur. 473, popłynął na zachód w 560 PE) – postać fikcyjna ze stworzonej przez J.R.R. Tolkiena mitologii Śródziemia, jeden z głównych bohaterów Silmarillionu. Jego historia została wydana również w osobnej książce, o tytule Upadek Gondolinu.

## Życiorys
Był Adanem, bohaterem Trzeciego rodu Edainów, jedynym synem Huora i Ríany, kuzynem Túrina, Lalaith oraz Niënor. Poczęty został tuż przed śmiercią Huora w bitwie Nirnaeth Arnoediad. Został przygarnięty przez Annaela, Sindara z Mithrimu, gdyż Ríana zmarła wkrótce po jego urodzeniu z powodu żalu po śmierci Huora. Tuor spędził dzieciństwo w jaskiniach Androth, lecz kiedy miał 16 lat, Sindarowie zostali schwytani podczas próby ucieczki do przystani Sirionu. Tuor został niewolnikiem u Easterlinga Lorgana, lecz w 492 roku uciekł. Mieszkał samotnie w Androth przez 4 lata, wyrządzając Easterlingom wielkie szkody.
Ulmo wybrał go na swego posłańca i w 496 roku zachęcił go do udania się do Nevrastu, gdzie młodzieniec znalazł miecz i zbroję pozostawioną tam przez Turgona, króla Gondolinu. Ulmo następnie polecił Tuorowi, aby dostał się do Gondolinu: dał mu płaszcz z cienia oraz Voronwego, pochodzącego z tego miasta. Dzięki symbolom Ulma Tuor został wpuszczony do Gondolinu i zgodnie z życzeniem tegoż Valara przekazał mieszkańcom Gondolinu jego ostrzeżenie. Turgon nie chciał opuścić miasta, więc Tuor w nim pozostał, nabierając siły i zdobywając wiedzę elfów. W 503 Tuor poślubił córkę Turgona, Idril. Było to drugie znane małżeństwo pomiędzy elfką a człowiekiem i na wiosnę przyszłego roku narodził się ich jedyny syn, Eärendil.
Podczas zdobycia Gondolinu przez Morgotha Tuor uratował Idril i Eärendila z rąk Maeglina, którego zabił. Wraz z żoną przywiódł niedobitki Gondolindrimów do Przystani Sirionu. Od czasu, kiedy Ulmo zaprowadził go do Nevrastu, Tuor tęsknił za Morzem, więc kiedy poczuł się stary, wybudował wielki statek Eärrámë i popłynął na zachód wraz z Idril.
Ich los jest nieznany, ale mówi się, że Tuor jako jedyny śmiertelnik został przyjęty w Eldamarze i zaliczony w poczet Eldarów.